# Jennifer Ann Massey
Pour les articles homonymes, voir Massey.
Jennifer Ann Massey,  à , est une actrice américaine.

## Filmographie
Sauf indication contraire, les informations mentionnées dans cette section peuvent être confirmées par la base de données cinématographiques IMDb,  présente dans la section « Liens externes ».

### Cinéma

#### Courts métrages
- 2002 : The Pathos of Distance de Andre Alfa : Nicholl
- 2002 : Le Complexe (The Complex) de Jennifer Lane : Kaya
- 2002 : Is This Your Mother? de Jeremy Garelick : Allison
- 2016 : Hope 4 Dating in LA de DaVida Chanel Baker : Clarissa

#### Longs métrages
- 2000 : The Visit (en) de Todd Snyder : Magazine Dream Girl
- 2005 : Un secret pour tous (Her Minor Thing) de Charles Matthau : la reporter
- 2007 : The Jinn de Iris Green : Juliet
- 2009 : Mindsight de Billy S. Cox III : Gina
- 2010 : Frontera de Jesse Estrada : Hannah Jiménez
- 2012 : Breaking the Girls de Jamie Babbit : Jaime Ryan
- 2013 : Five Thirteen de Kader Ayd : Renee

### Télévision

#### Séries télévisées
- 2001 : Jack and Jill : le rendez-vous de Barto (saison 2, épisode 7)
- 2003 : Fastlane : Cee Cee (saison 1, épisode 11)
- 2003 : À la Maison-Blanche (The West Wing) : la serveuse (saison 4, épisode 22)
- 2005 : That '70s Show : Janie (saison 7, épisode 12)
- 2005 : Les Experts : Miami (CSI: Miami) : Erica Hanford (saison 3, épisode 14)
- 2005 : Mon oncle Charlie (Two and a Half Men) : Sheila (saison 3, épisode 10)
- 2006 : Ghost Whisperer : la belle femme (saison 1, épisode 14)
- 2006 : Kitchen Confidential : la jolie femme brune (saison 1, épisode 11)
- 2007 : Monk : Cameron Meyer (saison 6, épisode 1)
- 2009 : Dangerous Women : Simone (saison 1, épisode 3)
- 2009 : State of the Union : ? (saison 2, épisode 2)
- 2010 : Mentalist (The Mentalist) : la femme aux enchères (saison 3, épisode 7)
- 2011 : Philadelphia (It's Always Sunny in Philadelphia) : la mère d'Ashley (saison 7, épisode 3)
- 2013 : underGRAD : l'Officier (2 épisodes)